# 結城直朝
結城 直朝（ゆうき なおとも）は、南北朝時代の武将。下総結城氏7代当主。結城七郎と号した。幼名は犬鶴丸。官位は、左衛門尉、中務少輔。

## 生涯
正中2年（1325年）、6代当主・結城朝祐の嫡男として誕生。足利直義より偏諱を受けて直朝と名乗る。
延元元年（1336年）4月、父・朝祐が多々良浜の戦いで戦死したため、12歳で家督を継いだ。直朝は引き続き北朝勢力に与し、南朝方の白河結城氏、小田氏、関氏などと対立した。
また、朝祐は、生前、箱根・竹ノ下の戦いなどの戦功により、足利尊氏から常陸国関郡（新治西郡南条）を宛てがわれていた。直朝は同郡支配のために戦い続けている。
興国4年/康永2年（1343年）、尊氏の重臣・高師冬に従って、南朝方の北畠親房や関宗祐・宗政父子が守る常陸国関城の攻撃に参加した（関城合戦）。
同年4月3日、関城から出撃した春日顕国との戦いで重傷を負い、死去した。享年19。大竜庵固翁堅大と諡された。関城跡に直朝の墓が現存する。
嗣子がなく、弟・直光が14歳で家督を継いだ。

## 家族
家督を継いだ直光の他に、「結城系図」には、桐瀬某（三郎、駿河守）という弟が記述されており、直光から桐瀬領を配分されたとしている。
また、『系図纂要』に記載のある久朝、氏義について、『結城市史』第四巻は、他との混同を指摘している。

## 結城七社
直朝は、関城攻略への参戦に際して、七曜星に戦勝祈願し、康永2年（1343年）、結城七社を建立したといわれている（「結城御代記」）。